# Hypena uniformis
Hypena uniformis är en fjärilsart som beskrevs av Swinhoe 1918. Hypena uniformis ingår i släktet Hypena och familjen nattflyn. Inga underarter finns listade i Catalogue of Life.